# 국문태
국문태(麴文泰, ? ~ 640년)는 국씨고창의 왕(623~640)이다. 국백아의 아들이다. 연호는 연수(延壽)이다.

## 생애
630년, 당나라에 가서 조공하였다. 당 태종이 국문태의 처 화용공주(華容公主) 우문씨(宇文氏)에게 이(李)씨 성을 내렸고, 상락공주(常樂公主)에 봉했다. 현장이 서쪽으로 여행을 떠날 때 고창을 들렀는데, 국문태가 열렬히 현장을 환영하였다. 
이후 국문태가 점차 스스로 크다고 여기고 서돌궐과 함께 연합하여 서역의 무역로를 막으려고 하였고, 당나라의 이주(伊州)를 공격했다.
639년 겨울, 당 태종이 후군집을 교하도행군대총관(交河道行軍大總管)으로 삼고 병사를 거느려 고창을 공격하게 하였다.
640년, 당나라의 군사가 적구(磧口)에 이르자 국문태는 놀라고 두려워하다 그만 병으로 죽었다. 시호는 광무왕(光武王)이다. 아들 국지성이 뒤를 이었다. 
다른 아들로는 국지담(麴智湛)이 있는데, 뒤에 당나라의 좌효위대장군(左驍衛大將軍), 서주도독(西州都督), 상주국(上柱國), 천산군개국공(天山郡開國公)이 되었다.